# 1992 HE
1992 HE är en asteroid i huvudbältet som upptäcktes den 25 april 1992 av den australiensiske astronomen Robert H. McNaught vid Siding Spring-observatoriet.
Asteroiden har en diameter på ungefär 4 kilometer och den tillhör asteroidgruppen Apollo.